# Château d'eau d'Heinola
Le château d'eau d'Heinola (finnois : Heinolan vesitorni) est un bâtiment construit dans le parc Harjupuisto à Heinola en Finlande.

## Présentation
L'édifice, conçue par l'architecte Kaarlo Könönen, est une tour en briques construite en 1951 près du centre au sommet de l'esker. 
Au dernier étage, à une hauteur de 45 mètres, il y a un café avec une vue panoramique,. 